# Município de Hicksville (condado de Defiance, Ohio)
O município de Hicksville (em inglês: Hicksville Township) é um município localizado no condado de Defiance no estado estadounidense de Ohio. No ano de 2010 tinha uma população de 4.979 habitantes e uma densidade populacional de 54,03 pessoas por km².

## Geografia
O município de Hicksville encontra-se localizado nas coordenadas 41° 17′ 45″ N, 84° 44′ 48″ O. Segundo a Departamento do Censo dos Estados Unidos, o município tem uma superfície total de 92.15 km², da qual 92.15 km² correspondem a terra firme e (0%) 0 km² é água.

## Demografia
Segundo o censo de 2010, tinha 4.979 pessoas residindo no município de Hicksville. A densidade populacional era de 54,03 hab./km².